# Institut Montefiore

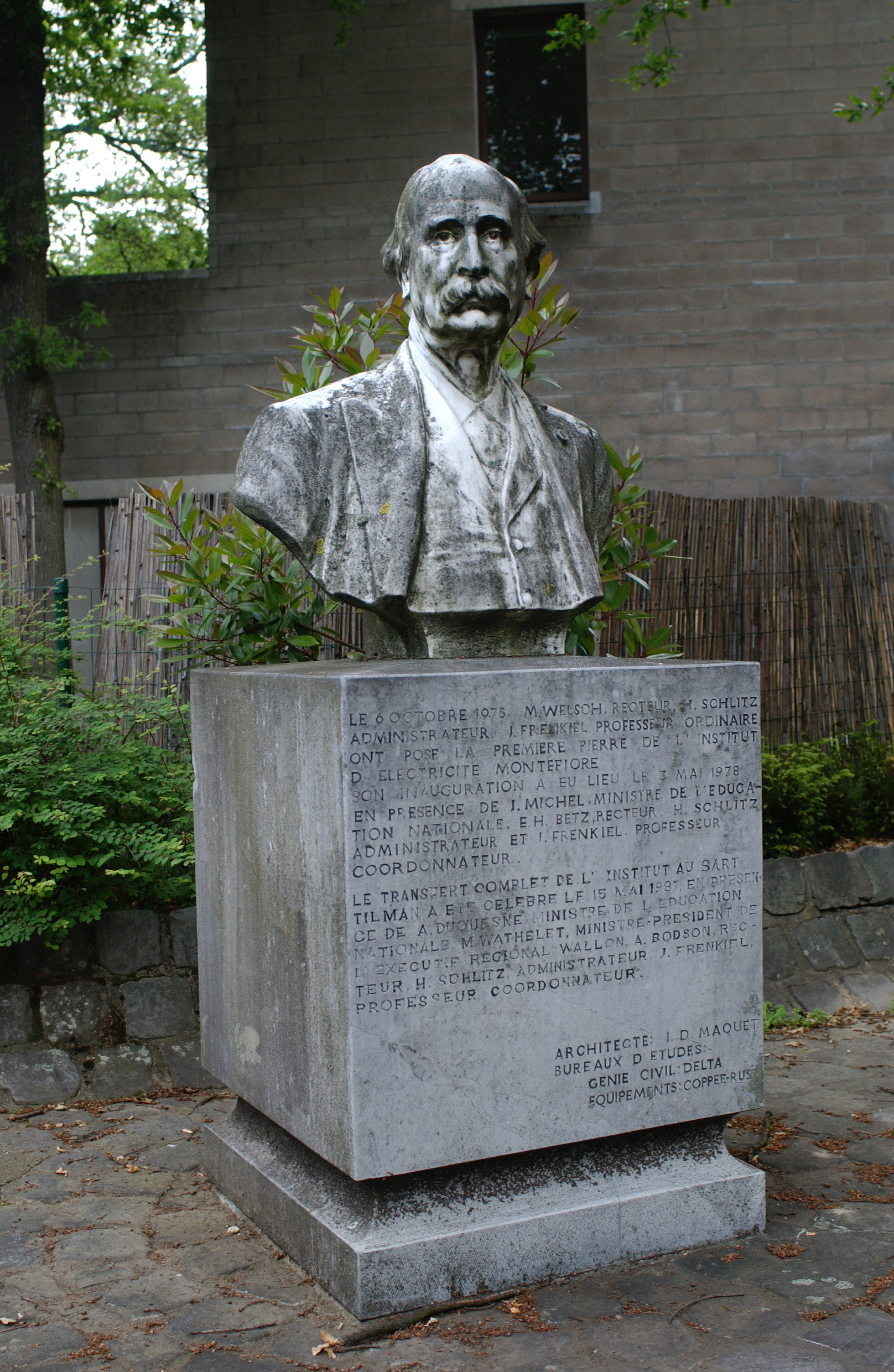
Buste de Georges Montefiore au Sart-Tilman.

L'Institut Montefiore est le département d'électricité, électronique et informatique de la faculté des sciences appliquées de l'université de Liège. Il est fondé en 1883 par Georges Montefiore-Levi, industriel, homme politique et mécène que cette université avait formé comme ingénieur des mines.

## Historique
En octobre 1883, Georges Montefiore crée au sein  de l'École des Mines de l'Université de Liège une section électrotechnique, discipline alors peu enseignée. Il est de retour de l'Exposition internationale d'Électricité de Paris de 1881, qui l'a convaincu de la nécessité de créer une section à part entière. Celle-ci occupe dans un premier temps l'auditorium de botanique du bâtiment central de l'université (place du Vingt-Août), local que l'afflux d'étudiants rend vite insuffisant. En 1891, il obtient du gouvernement que soient mis à disposition le grand bâtiment du no 33 de la rue Saint-Gilles, jusque-là occupé par l'École Centrale (À cette époque, l'université de Liège connaît une expansion importante avec la création des Instituts Trasenster, dont l'Institut électrotechnique fait peut-être partie).
Montefiore, ayant fait fortune grâce à un brevet sur la fabrication du bronze phosphoreux, fort utilisé dans l'industrie téléphonique naissante, fait un don important permettant d'équiper le nouvel institut. En 1902, il fait même construire un grand auditoire, réplique de celui de Faraday à Londres et divers bâtiments annexes. Le premier cours d'électrotechnique à Liège est donné par Frédéric Delarge dès 1880, mais celui-ci est trop pris par son poste de directeur général des services de téléphonie et de télégraphie; c'est Éric Gérard (1856-1916), diplômé en 1878 et chargé de cours depuis 1881 qui sera le premier directeur de l'Institut. Omer De Bast (1865-1937) lui succédera après la Première Guerre mondiale.

## Bâtiments

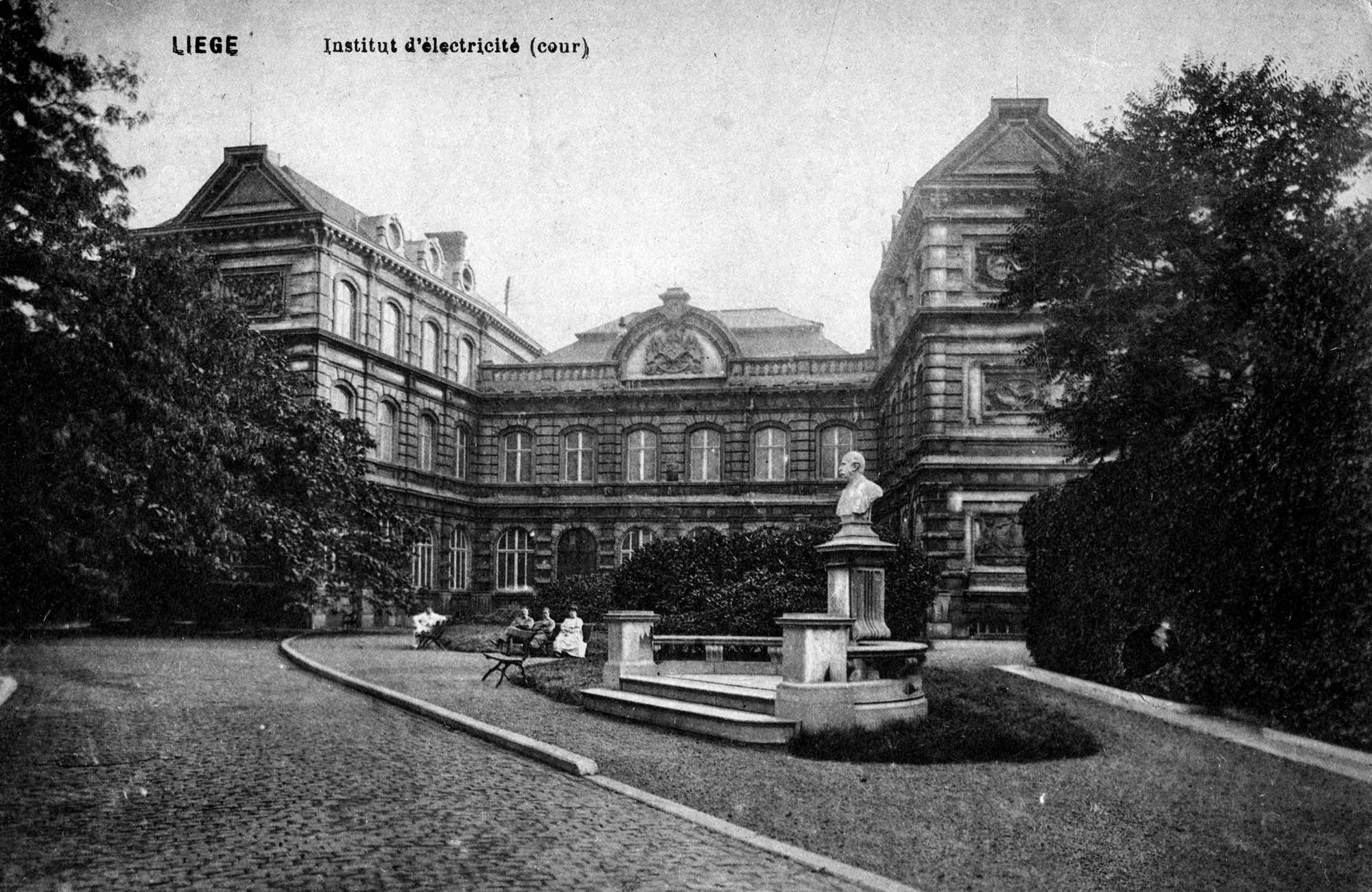
Carte postale de l'Institut Montefiore rue Saint-Gilles.

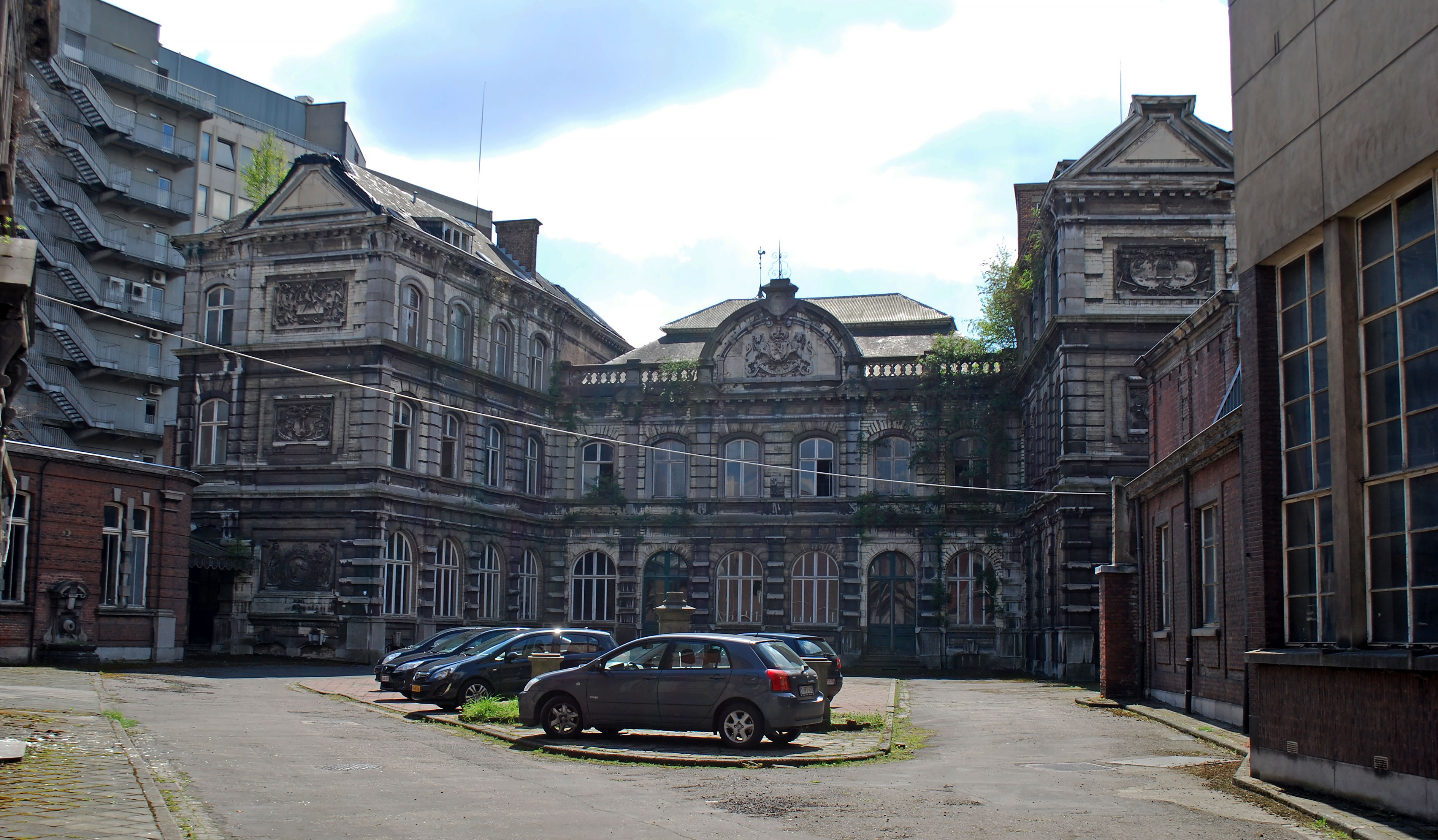
L'institut inoccupé en 2017.

Au fil de son évolution, l'Institut a occupé plusieurs bâtiments. D'abord une annexe désaffectée de l'Université, ensuite un bâtiment rue Saint-Gilles et enfin le site du Sart-Tilman.

### Rue Saint-Gilles
En 1891, vu son succès, l'Institut déménage dans de plus vastes locaux situés au no 33 de la rue Saint-Gilles. Avant la construction du nouveau bâtiment par l'architecte liégeois Émile Demany (1845-1908), le site était occupé par l'École normale des Humanités depuis 1847.
Le bâtiment, légèrement transformé dès 1885-1886 par l'architecte Paul Jaspar, sera régulièrement agrandi et modernisé. En 1903, Montefiore, ayant fait fortune, fit un don important permettant d'équiper le nouvel institut et y finance la construction d'un vaste amphithéâtre pouvant accueillir trois cents étudiants, réplique de celui de Faraday à Londres. La même année, un buste du mécène, œuvre du sculpteur anversois Thomas Vinçotte, est placé dans la cour d'honneur.
Directement voisin de l'Institut, l'hôtel particulier (au no  31) est offert par Montefiore à l'Association des Ingénieurs Électriciens sortis de l'Institut Montefiore (AIM). Une bibliothèque et une salle d'études y sont installées pour les étudiants. D'une architecture plus commune, ce bâtiment conserve cependant une porte d'entrée ornée d'une plaque gravée remarquable.
Dans les années 1990, le bâtiment dessiné par Demany accueille quelque temps l'Institut supérieur d'Architecture Lambert Lombard. La proximité immédiate du site de Beauregard, où est installée une partie de HEC-Ecole de Gestion de l'ULg, incitera l'Université à réinvestir le bâtiment créant ainsi un « campus Saint-Gilles ».
Début 2019, le bâtiment est vendu à deux entreprises actives dans le domaine de la construction.
Dans la logique de son plan de transformation, l'opérateur des réseaux de distribution d'électricité et de gaz  (RESA) va regrouper l'ensemble de ses équipes technico administratives au sein du site de l’Institut Montefiore rue Saint-Gilles. Pour un investissement de 79 millions d'euros, cet espace en connexion avec un immeuble situé au numéro 38 du boulevard d'Avroy s’étendra sur une surface de 15 000 m². La fin des travaux est prévue pour le premier semestre 2026.

### Sart-Tilman
Les bâtiments de la rue Saint-Gilles devenus trop exigus et inadaptés aux exigences des nouvelles technologies, l'Institut est transféré dans le domaine universitaire du Sart-Tilman à partir de 1977.

## Classement
Le bâtiment sis au no 33 de la rue Saint-Gilles est classé au patrimoine majeur de Wallonie depuis 1993
La façade et les toitures du bâtiment adjacent, au no 31, seront classées respectivement en 1995 et en 2011.

## Anciens étudiants
- Paul Nyssens (1870-1954)
- Giovanni Battista Caproni (1886-1957)
- Henri Coandă (1886-1972)
- Walthère Dewé (1905)